# Chirurgia magna
Die Chirurgia magna („Große Chirurgie“) ist ein 1363 von Guy de Chauliac verfasstes medizinisch-chirurgisches Werk in lateinischer Sprache.

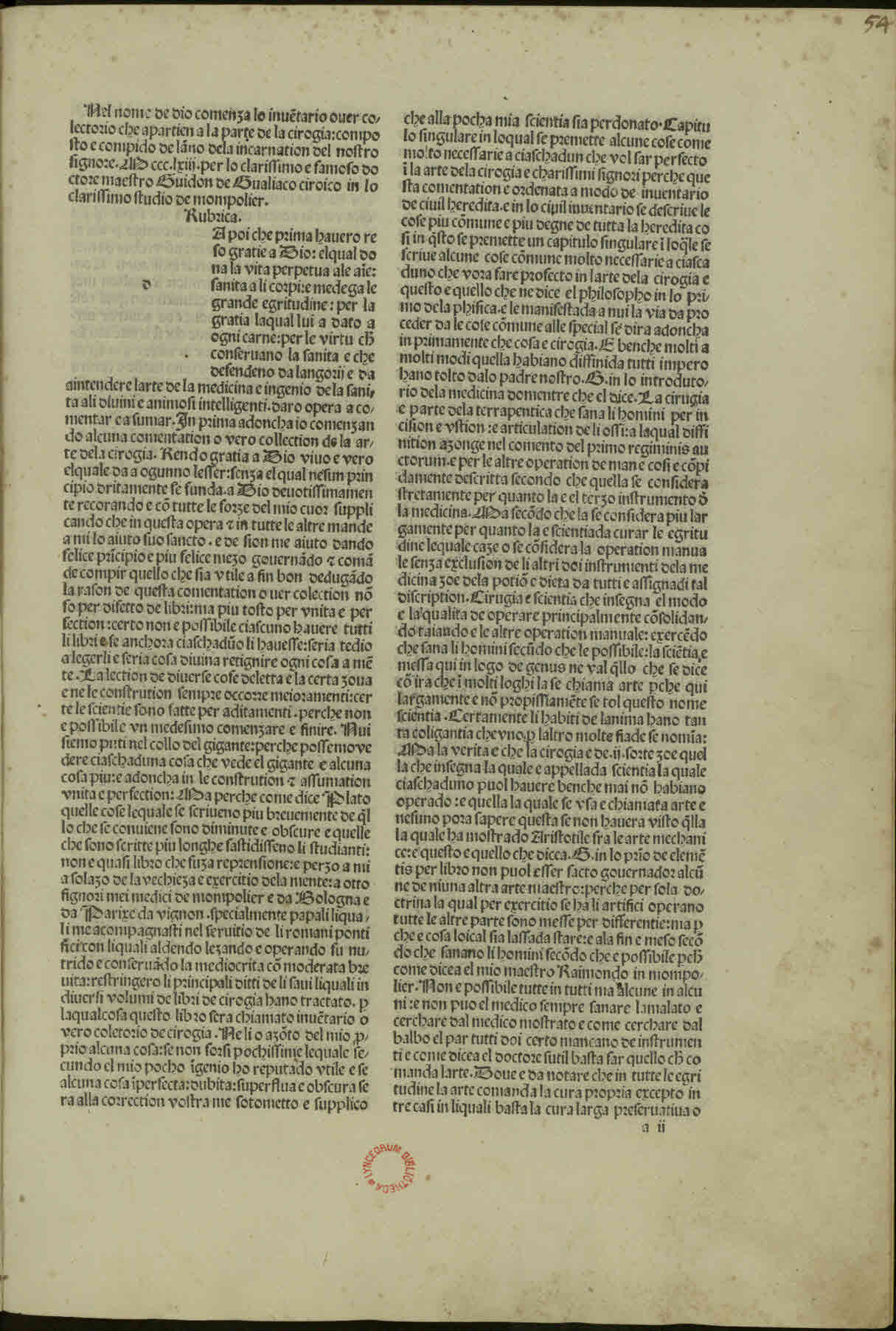
Chirurgia Magna, italienische Ausgabe von 1493

Bereits gegen 1330/50 hatte Guy de Chauliac eine Chirurgia parva („Kleine Chirurgie“, wie sie bei wundärztlichen bzw. chirurgischen Verfassern oft einer aktualisierten und erweiterten Lehrbuchfassung vorausging und als literarische Gattung von Roland von Parma mit seinem Libellus de chirurgia begründet wurde.) verfasst, die sich aus zwei Teilen zusammensetzte:
1. Formularium auxiliorum apostematum et pustularum. Paris (Rezepte zur Behandlung von Abszessen und Blasen)
2. Formularium auxiliarum vulnerum et ulcerum. Avignon (Rezepte zur Behandlung von Wunden und Geschwüren)

Beide Teile dieser „Kleinen Chirurgie“ wurden versatzstückmäßig in die „Große Chirurgie“ aufgenommen.

## Die Quellen der „Großen Chirurgie“
Der ursprüngliche Titel der „Großen Chirurgie“ lautete Inventarium et collectaneum in parte chirurgica medicinae („Verzeichnis und Sammlung chirurgisch-medizinischer Schriften“). Der Buchtitel „Chirurgia magna“ erschien erstmals Ende des 15. Jh. in den Inkunabeln aus Venedig. Durch den ursprünglichen Titel gab Guy zu erkennen, dass seine Arbeit zum großen Teil eine Kompilation darstellte. In über 3000 Zitaten bezog er sich auf ca. 100 Schriftsteller, darunter Galen (890-mal), Avicenna (661-mal), Albukasim (175-mal), Hippokrates (120-mal), Lanfrank (102-mal), Roger (92-mal), Theoderich von Lucca (85-mal), Henri de Mondeville (68-mal), Wilhelm von Saliceto (68-mal), Bruno da Longoburgo (46-mal), Paul von Aegina (10-mal) … Eine seit dem 9. Jahrhundert bekundete Anweisung zur Herstellung und zum Gebrauch eines sogenannten Schlafschwammes zur Erzielung einer Narkose bei chirurgischen Eingriffen findet sich abgewandelt auch in der Chirurgia magna.

## Inhalt der „Großen Chirurgie“
Das Buch begann mit einem „capitulum singulare“ (Vorwort), in dem Guy eine kritische Übersicht über die Geschichte der Chirurgie vorlegte. Es folgten sieben „Traktate“, welche in jeweils zwei „Doktrinen“ unterteilt wurden, die „Doktrinen“ wiederum wurden in „Kapitel“ unterteilt:
1. Anatomie. Größtenteils nach Galen, Avicenna und Mondino dei Luzzi, aber auch auf Autopsie beruhend.
2. Abhandlung über Abszesse und Tumoren. Darin gab Guy auch eine Schilderung des »Großen Sterbens« von 1348 in Avignon, das ab dem 16. Jahrhundert als »Schwarzer Tod« bezeichnet wurde. Er unterschied zwei Formen der Krankheit:

„Besagter Tod begann bei uns [in Avignon] im Januar [1348] und währte sieben Monate. Er war von zweierlei Art. Die erste währte zwei Monate und war durch anhaltendes Fieber und Blutspucken gekennzeichnet. Die Betroffenen starben innerhalb von drei Tagen. Die zweite Art währte die restlichen Monate und war ebenfalls durch anhaltendes Fieber und Hautbläschen und durch Geschwüre an den intimen Teilen und besonders in den Achselhöhlen gekennzeichnet […] Und diese Opfer starben innerhalb von fünf Tagen. Und sie war sehr ansteckend, besonders wegen dem Blutspucken. Einer bekam die Krankheit von dem anderen, nicht nur durch Berührung und den Atem, sondern auch durch den Anblick. Infolgedessen starben die Menschen ohne Bedienstete und wurden ohne Priester begraben.“

3. Wunden, Wundkrankheiten und ihre Behandlung. Guy unterschied eine primäre von einer sekundären Wundheilung und beschrieb die Techniken und die Indikationen von verschiedenen Wundnähten …
4. Geschwüre, Fisteln und Krebs.
5. Frakturen und Luxationen.
6. Chirurgische Erkrankungen nach Lokalisation. Diverse Augen- und Ohrenkrankheiten, Zahnerkrankungen, organische Leiden, Gallen- und Harnwegs-Steine. Guy prägte den Begriff dentist, von dem auch die (im Deutschen veraltete) Berufsbezeichnung Dentist abstammt und wie der Zahnarzt in vielen Fremdsprachen heißt.
7. Auf die Bedürfnisse der Chirurgie abgestimmtes Antidotarium, unterteilt in einen ersten Teil mit zusammengesetzten Arzneimitteln (Composita) und Abhandlungen über Aderlass, Schröpfen, Blutegelbehandlung […] und einen zweiten Teil über die Wirkung von einfachen Arzneimitteln (Simplicia) nach den Regeln der Humoralpathologie.

## Inkunabeln (Drucke des 15. Jh.)
- Chirurgia magna
  - Französisch: Buyer, Lyon 28. März 1478. - Fabri, Lyon 27. August 1490. (Digitalisat) - Vingle, Lyon 14. Februar 1498
  - Italienisch: Girardengus, Venedig 2. November 1480.(Digitalisat) - Quarengiis und Occimiano, Venedig 21. August 1493. (Digitalisat)
  - Spanisch: Miguel, Barcelona 26. September 1492 (Catalanisch). - Ungut und Polonus, Sevilla 11. Mai 1493 und 26. Februar 1498
  - Latein: Locatellus, Venedig 21. November 1498. - Luere und Torresanus, Venedig 23. Dezember 1499 (Digitalisat)
  - Deutsch (Auszüge): Hieronymus Brunschwig. Das Buch der Cirurgia. Johann Grüninger, Straßburg 4. Juli 1497[11][12][13]
- Chirurgia parva. Locatellus, Venedig 1500[14]

## Drucke 16. – 18. Jh. (Auswahl)
- La Grande Chirurgie … Estienne Michel, Lyon 1580[15]
- Chyrurgia magna Gvidonis … Tinghi, Lyon 1585[16]
- Le maistre en Chirurgie, ou l’abregé complet de la Chirurgie de Guy de Chauliac. La veuve d’Houri, Paris 1731[17]

## Ausgaben
- Guy de Chauliac (Autor), Laurent Joubert (Hrsg.): Chirurgia magna Guidonis de Gauliaco. Wissenschaftliche Buchgesellschaft, Darmstadt 1976, ISBN 3-534-04873-3 (Nachdruck der Ausgabe Lyon 1585, herausgegeben von Gundolf Keil).
- Edouard Nicaise: Guy de Chauliac. La grande chirurgie de Guy de Chauliac, chirurgien, maître en médecine de l'Université de Montpellier composée en l'an 1363. Alcan, Paris 1890 Digitalisat
- Michael McVaugh (Hrsg.): Guy de Chauliac: Inventarium sive Chirurgia magna. Brill, Leiden 1997.

## Namensgleiche Werke
Betitelt als Chirurgia magna erschienen auch Werke von Bruno von Longoburgo (1200–1286), Lanfrank von Mailand (1245–1306) und Paracelsus (1493–1541). Eine Andreas Vesalius zugeschriebene Chirurgia magna ist zumindest fraglich.